# Toyota Ractis
Toyota Ractis – samochód osobowy typu minivan segmentu B produkowany od roku 2005 przez japońską firmę Toyota. Od 2010 roku produkowana jest druga generacja modelu (sprzedawana w Europie pod nazwą Toyota Verso-S).

## Pierwsza generacja
Toyota Ractis I została po raz pierwszy zaprezentowana w 2005 roku.

### Silniki
- R4 1,3 l (1296 cm³), 4 zawory na cylinder, DOHC
- Układ zasilania: wtrysk bezpośredni
- Stopień sprężania: 11,0:1
- Średnica cylindra × skok tłoka: 72,00 mm × 79,60 mm
- Moc maksymalna: 87 KM (64 kW) przy 6000 obr./min
- Maksymalny moment obrotowy: 116 N•m przy 4000 obr./min

## Druga generacja
Toyota Ractis II została po raz pierwszy zaprezentowana w 2010 roku.

### Silniki
- R4 1,5 l (1497 cm³), 4 zawory na cylinder, DOHC
- Układ zasilania: wtrysk bezpośredni
- Stopień sprężania: 10,5:1
- Średnica cylindra × skok tłoka: 75,00 mm × 84,70 mm
- Moc maksymalna: 110 KM (81 kW) przy 6000 obr./min
- Maksymalny moment obrotowy: 141 N•m przy 4400 obr./min